# Hello Kitty and Friends Supercute Adventures
Hello Kitty and Friends Supercute Adventures é uma websérie de animação americana-brasileira criada por Shaene Siders e pela Sanrio para os canais oficiais do YouTube da Hello Kitty. Possui a animação feita pelo estúdio brasileiro Split Studio. A série é a terceira websérie para YouTube baseada na Hello Kitty, sucedendo O Mundo da Hello Kitty e Hello Kitty Fun.
A animação é uma série crossover envolvendo vários personagens da Sanrio, tendo sido feita para celebrar os 60 anos da empresa. Estreou sua primeira temporada em 26 de outubro 2020 originalmente em inglês, tendo sua estreia no Brasil em 2021 primeiramente no app PlayKids e depois no canal oficial da Hello Kitty no YouTube. Atualmente conta com 7 temporadas.

## Personagens
- Hello Kitty - A personagem principal. Uma gata gentil que gosta de ajudar seus amigos e trabalha numa cafeteria. Possui uma grande amizade com My Melody.
- My Melody - Melhor amiga de Hello Kitty. Uma coelha generosa que é dona da loja de presentes Small Gift, Big Smile (mesmo nome do slogan da Sanrio). Se mostra trabalhadora e gosta de se esforçar e ajudar seus amigos, algumas vezes demonstrando ser um tanto sensível. Quase sempre é vista andando com Hello Kitty e Kuromi que são suas melhores amigas.
- Kuromi - Uma coelha rebelde similar a My Melody. Gosta de coisas sombrias e faz aniversário no Halloween, mas por vezes esconde um lado sensível. Tem como melhores amigas My Melody e Hello Kitty, porém possui uma quedinha pelo Badtz-Maru e as vezes anda com ele e Keroppi. É dona de uma loja de enfeites de Halloween.
- Badtz-Maru - Um pinguim arteiro e brincalhão. Gosta de coisas radicais tipo andar de skate, jogar vídeo-game e colecionar guitarras, além de fazer aniversário no Dia da Mentira. Gosta de fazer brincadeirinhas com seus amigos, porém não é malvado. É dono de um fliperama chamado XO. Tem como melhores amigos Keroppi e Kuromi.
- Keroppi - Um sapinho gentil e inocente. Tende a ser o mais ingênuo do grupo e frequentemente anda com Badtz-Maru que é seu melhor amigo. É dono de uma mercearia.
- Pompompurin - Um cachorro rechonchudo, calmo e amigável. É comilão e preguiçoso, quando não está comendo gosta de passar o tempo dormindo. É dono de um carro de sorvete ambulante.
- Cinnamonroll - Um pequeno cachorro branco com orelhas grandes que lhe permitem voar. Tende a ser o mais tímido e sensível do grupo. Apareceu primeiramente como um personagem de fundo sem falas na primeira temporada, porém se tornou um principal na segunda.
- Chococat - Um gato preto amigável. É caracterizado por ser o mais esperto e calculista da turma, além de possuir um laboratório onde inventa coisas. Assim como Cinnamonroll apareceu primeiramente como um personagem de fundo sem falas na primeira temporada, porém se tornou um principal na segunda.
- Pochacco - Um cachorro esportista e agitado que adora futebol e outros esportes. Apareceu por cameo em um episódio na terceira temporada e tornou-se principal na quarta.

### Secundários
- Pochi - O jacaré filhote de estimação de Badtz-Maru. É como o melhor parceiro de Badtz-Maru seja quando está em casa ou fora.
- Tuxedo Sam - Um pinguim azul e reconchudo com um chapeuzinho de marinheiro. Frequentemente aparece na série como um personagem de fundo que não fala. Ele tem foco maior no episódio "Hello Kitty’s Gameshow Showdown" interagindo com os personagens, mas não conseguindo falar em nenhum momento. Ele trabalha em um cinema.
- Peixe dos Desejos - Um personagem especial que aparece ocasionalmente oferecendo um desejo a algum personagem pedindo algo em troca pra comer. É um personagem original da série.
- Baby Kaiju - É um pequeno dinossauro laranja que nasceu de um ovo no episódio "Família Feliz". Foi adotado por uma família de passarinhos após nascer, por My Melody sem querer pensar que seu ovo era de um passarinho. Ele não fala. É um personagem original.

Na segunda temporada aparecem mais personagens da Sanrio como personagens de fundo como Pikki e Koroppi (universo Keroppi), Dear Daniel, Joey e Tracy (Universo Hello Kitty), Baku e My Sweet Piano (Universo My Melody), Hana-Maru (Universo Badtz-Maru), Strawberry King, e Dokidoki Burger porém nenhum deles fala durante os episódios.

## Episódios
Cada temporada possui 15 episódios. Os episódios foram postados em ordem diferente no canal brasileiro.
1ª temporada (2020-2021)
1. Presente Perfeito (The Perfect Gift)
2. Faça a Sua Sorte (DIY Luck)
3. O Mal Dia da Kuromi (Kuromi's Bad Day)
4. A Garra (The Claw)
5. Detetive Hello Kitty (Hello Kitty Noir)
6. Chegou o Inverno (Winter Wander-Land)
7. Missão Invisível (Mission Invisible)
8. Telefone Sem Fio (Telephone Game)
9. Família Feliz (Happy Family)
10. Entrega Especial (Special Delivery)
11. Acampamento (Happy Campers)
12. Perfeição (Perfection)
13. Excluído (Left Out)
14. Hello-Ween
15. Confusão no Aniversário (Birthday Mess)

2ª temporada (2021)
1. Doces Velozes (Speedy Sweets)
2. Desafio Musical (Keroppi Faces the Music)
3. Likes (All Thumbs)
4. Super Competição Culinária (Hello Kitty's Bake Off)
5. Festa do Chá (My Melody's Tea Party)
6. Drone Perigoso (Badtz-Maru's Danger Drone)
7. Imperfeições (Imperfection)
8. Torta nas Alturas (Pie in the Sky)
9. Festival de Pipas (Fly a Kite)
10. Caçada ao Lacinho (Hello Kitty's Bow Chase)
11. Festa do Pijama (Kuromi's Sleepover)
12. Dança Maluca (Cinamoroll's Dance Craze)
13. Girl Power (The Wiltening)
14. Mergulhão (Kuromi Takes The Plunge)
15. Super Corrida (Dynamic Derby)

3ª temporada (2021)
1. My Melody’s Friendship Ultra Blast!
2. My Melody’s Wish
3. Keroppi’s Mini Mart Madness
4. Happy Napgus, Pompompurin!
5. Hello Kitty’s Apple Pie Surprise
6. Badtz-maru’s Manga Mania
7. Hello Kitty’s Gameshow Showdown
8. Badtz-maru's Sweet Beats
9. Kuromi's Perfect Pumpkin
10. My Melody's Mystery Train
11. Kuromi's Night of the Living Desserts
12. Lost and Found
13. Flowers for Chococat
14. Keroppi's World Record
15. Rainy Day Adventure

Especiais (2021)
1. My Melody's Plush One
2. Hello Kitty's Mochi Quest

4ª temporada (2022)